# Telex

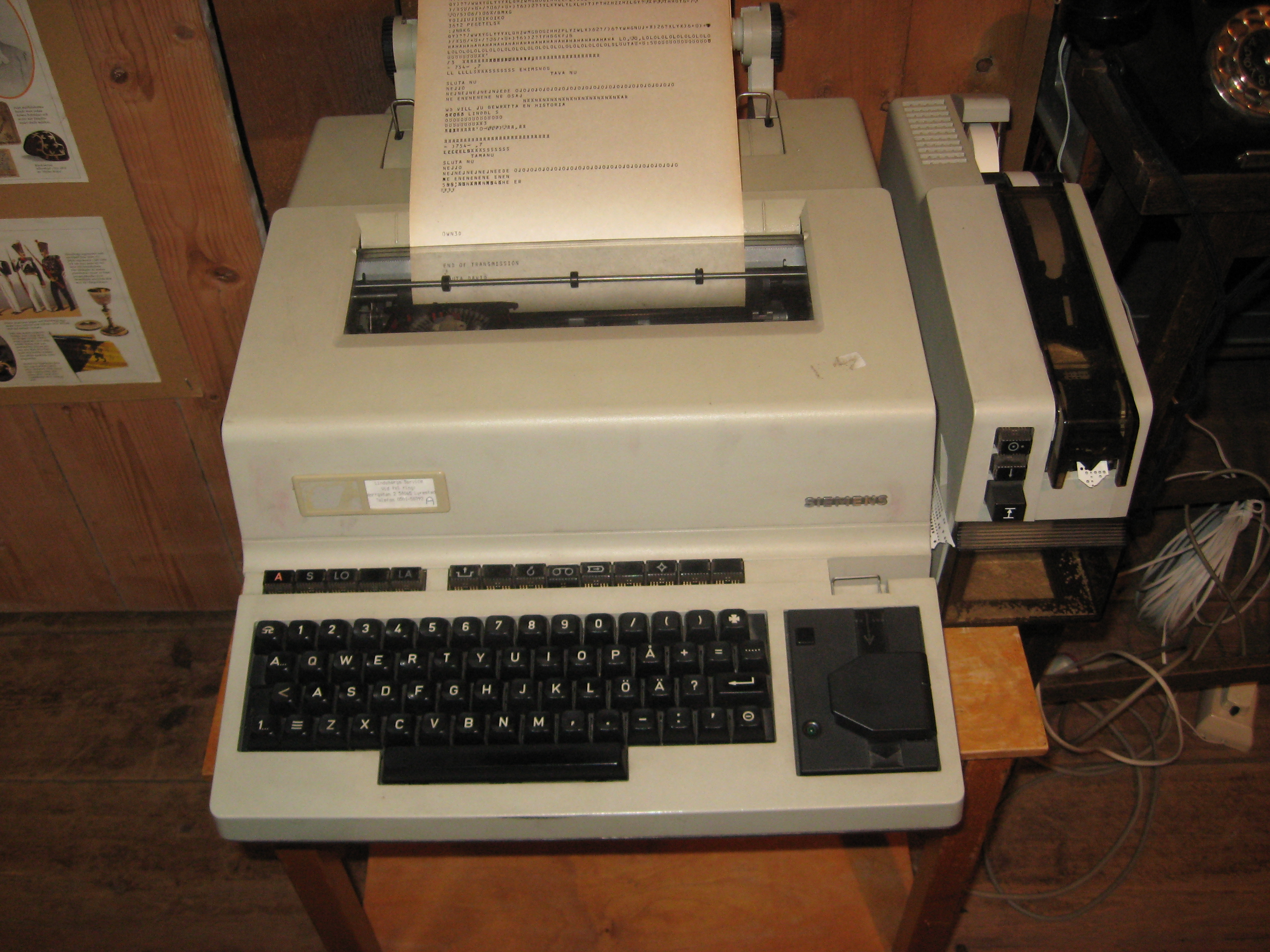
Telexmaskin för både sändning och mottagning
Längst till höger sitter en remsperforatorenhet. Den mörka fyrkanten till höger om tangentbordet är platsen där den färdigpunsade hålremsan matas in för sändning.

Telex, tidigare även kallad abonnenttelegrafi, är en förkortning av Teleprinter Exchange Service. Telex är maskinsänd telegrafi mellan enskilda abonnenter och handhas med hjälp av en teleprinter.

## Teknik
En teleprinter består av skrivare, tangentbord, remsläsare, ibland bildskärm samt telegrafi-anslutning och har numera även inbyggd ordbehandling. Teleprintern var först elektromekanisk men är numera elektronisk och består i många fall av en specialiserad dator. En teleprinter (fjärrskrivare) kan vara anordnad för enbart mottagning, eller för både sändning och mottagning. Fjärrskrivare av motsvarande konstruktion kan också användas som datorterminaler (jfr Unix' tty, teletype som beteckning på terminaler).
Teleprinterutrustningen är vanligen kopplad till allmänna telefonnätet, men kan även anslutas till en radiosändare och mottagare, varvid det kallas för radio teletype.
Den militära benämningen på telex är fjärrskrift samt, i det fall då teleprinterutrustningen är ansluten till en radiosändare och mottagare, radiofjärrskrift.
För att skicka ett meddelande skrev man först in det på sitt tangentbord. Samtidigt som texten skrevs på en pappersrulle stansades en hålremsa med meddelandet. För att skicka meddelandet matades hålremsan in i sändarutrustningen, varvid det skickades som elektriska signaler till mottagaren. Hos mottagaren skrevs meddelandet ut på papper eller som hålremsa.
Teletype används ibland oriktigt synonymt med teleprinter. Det rätta förhållande är att Teletype® är ett inregistrerat varumärke för teleprintertillverkaren Teletype Corporation.

## Telex i Sverige
Landets första telexstation var en provisorisk manuell station som öppnade den 16 augusti 1945 i Stockholm. Till stationen anslöts nyhetsbyråerna Associated Press och United Press. 1946 togs tre automatiska telexstationer av märke Siemens i bruk. Dessa var placerade i Stockholm, Göteborg och Malmö och totalt var åtta abonnenter anslutna. Antalet abonnenter växte fort och kulminerade 1986 med 19 660 abonnenter.
Redan från början utgjorde en stor andel av telextrafiken internationella skrivningar. Dessa förmedlades i början manuellt, men trafiken växte snabbt och det blev nödvändigt att automatisera även denna trafik. 1956 infördes automatisk trafik mot Danmark, och 1964/65 utväxlades 92% av utlandstrafiken helt automatiskt.
Antalet stationer i nätet växte också och var som flest under 1970-talet - 31 stycken. 1987 bytte man från elektromekaniska stationer till AXB 20-stationer, baserade på AXE-arkitekturen. Under senare delen av 1980-talet började antalet abonnenter minska i och med att datorkommunikation och fax ökade. Även trafiken vände nedåt - mellan 1983/84 och 1994 minskade antalet taxerade minuter till en femtedel. 2000 stängdes slutligen stationen i Stockholm och de kvarvarande abonnenterna överfördes till Swisscoms telexcentral i Lugano.

## Internationella landsnummer
Telexnätets landsnummer skiljer sig från landsnumren för telefon. Plan för telexlandsnummer finns i ITU-T-rekommendationen F.69 med nummerförteckning i Annex A.
I telexnätet har Sverige landsnummer 54.